# Мокруха пурпурова
Мокруха пурпурова (Chroogomphus rutilus) — вид їстівних грибів роду хроогомфус (Chroogomphus).

## Будова

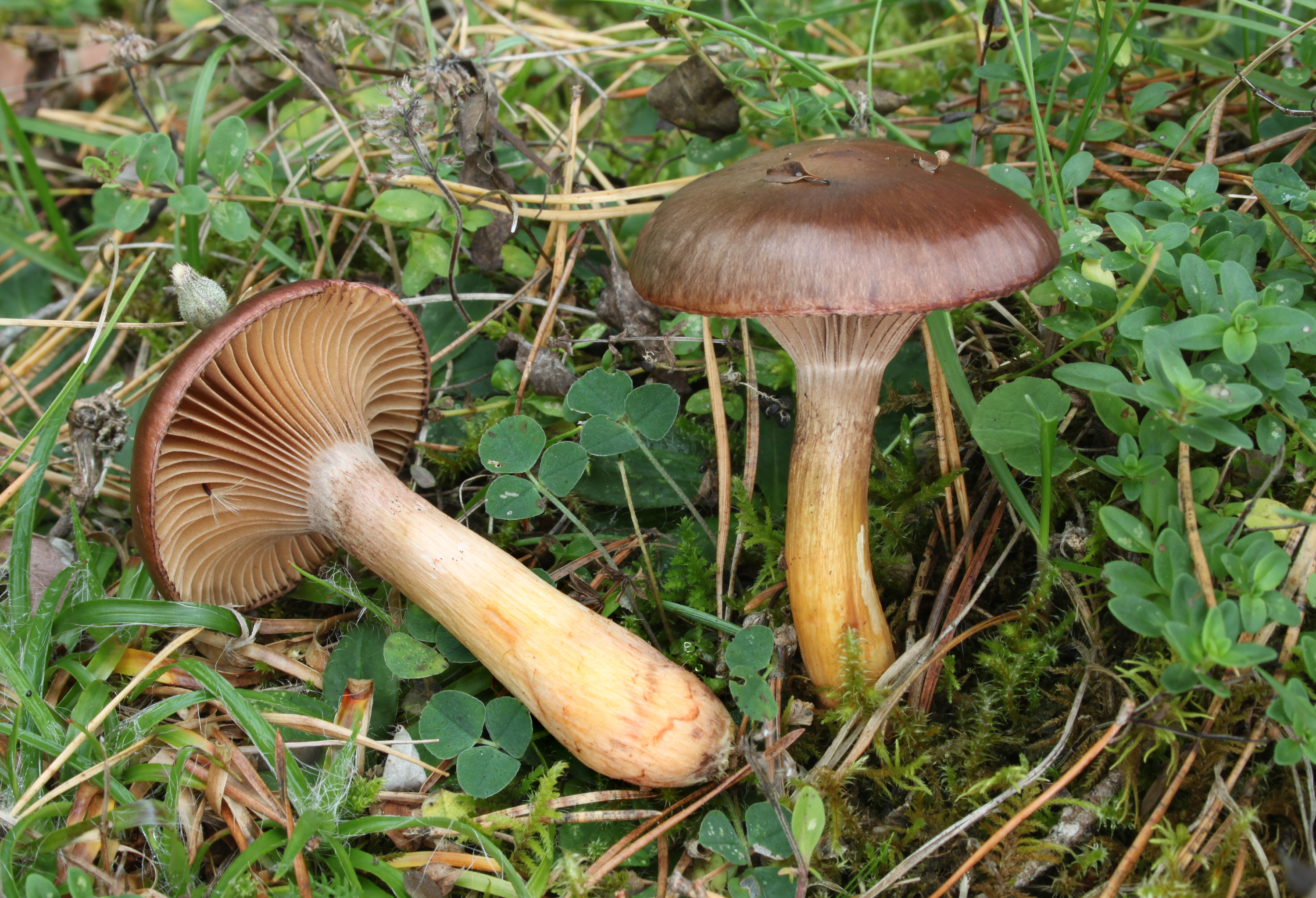

Колір шапки досить мінливий: вона може бути пурпурово–коричневою, лілово–пурпуровою, каштаново–коричневою, червоно–оричневою, мідно–коричневою, але обов'язково з пурпуровим відтінком. Діаметр шапки до 12 см, у молодих грибів ніби конічно–округла, у зрілих — слабко випукла з невеличким горбиком у центрі. Край шапки оригінально завернутий. Вона м'ясиста, щільна, гладенька і злегка вкрита слизом, тому у вологу погоду — клейка.
Гіменофор пластинчатий. Пластинки рідкі, товсті, дугоподібні, жовтувато-рожеві, з віком пурпурово-бурі. В молодих полодових тіл пластинки закриті покривалом.
Ніжка 3-10 х 1-2 см, щільна, звужена до низу червоно-коричнева.
М'якоть щільна, в шляпці жовтувата, в ніжці оранжево-жовта, з приємним смаком, без вираженого запаху.
Спори 17-23 х 6-7 мкм видовжено-овальні, гладкі. Споровий порошок оливково-бурий.

## Поширення та середовище існування
Цей гриб зустрічається поодинці або групами на ґрунті у хвойних лісах, в серпні-жовтні.

## Практичне використання
Їстівний шапковий гриб, хоча виглядає досить неапетитно, вкритий слизом, проте досить смачний гриб. Використовують свіжим, маринують, консервують.